# Крістоффер Токстад
Крістоффер Токстад (норв. Kristoffer Tokstad, нар. 5 липня 1991, Леренскуг, Норвегія) — норвезький футболіст, центральний півзахисник клубу «Стремсгодсет».

## Ігрова кар'єра
Крістоффер Токстад народився у містечку Леренскуг, де й почав займатися футболом у місцевому клубі. У 2007 році Крістоффер приєднався до молодіжної команди клубу «Ліллестрем», де й дебютував на дорослому рівні у червні 2009 року.
2011 рік футболіст провів в оренді у клубі Другого дивізіону «Стреммен». Після чого підписав з клубом повоноцінний контракт і відіграв у Другому дивізіоні ще два роки. У 2016 році Токстад повернувся до еліти норвезького футболу, коли його запросив до свого складу «Сарпсборг 08».
У літнє трансферне вікно 2016 року Токстад приєднався до іншого клубу Елітсерії - «Стремсгодсет». У складі «Стремсгодсета» Токстад грав у фіналі Кубка Норвегії у 2018 році, де його команда поступилася «Русенборгу».

## Досягнення
- Фіналіст Кубка Норвегії: 2015, 2018